# Макатир, Джейсон
Дже́йсон Макати́р (англ. Jason Wynne McAteer; род. 18 июня 1971, Беркенхед, Англия) — в прошлом ирландский футболист, полузащитник, наиболее известный по выступлениям за «Ливерпуль». Хотя Джейсон предпочитал играть в центре полузащиты, он нередко действовал в качестве левого вингера, а также фуллбека.

## Карьера

### Клубы
Джейсон Макатир родился в пригороде Ливерпуля Беркенхеде, но ни в детские, ни в юношеские годы так и не попал в поле зрения ни одного из сильнейших клубов Англии. В возрасте 20 лет он наконец перешёл из клуба «Марин», который не входил даже в Футбольную Лигу, в «Болтон Уондерерс». За следующие три года он провёл за этот клуб свыше 100 матчей, а в начале сезона 1994/1995 годов за 4,5 миллионов фунтов перешёл в «Ливерпуль», клуб, за который он болел с детства. За «красных» Макатир сыграл 139 матчей, в которых забил 6 мячей, но запомнился, прежде всего, тем, что входил в состав так называемых «Spice Boys» — так, по аналогии со «Spice Girls», пресса уничижительно назвала Джейсона, а также его партнёров по команде Джейми Реднаппа, Робби Фаулера и Стива Макманамана — игроков молодых и талантливых, но так и не сумевших добиться с «Ливерпулем» серьёзных успехов. Пришедший в 1998 году на пост тренера «Ливерпуля» Жерар Улье решил расстаться с Макатиром и продал его в «Блэкбёрн Роверс». В свой первый же полный сезон в клубе Джейсон помог команде вернуться в Премьер-Лигу.
В 2001 году он перешёл в «Сандерленд», но не сумел помочь ему удержаться в элитном дивизионе. В 2004 году Макатир вернулся в родной город, подписав контракт с «Транмир Роверс», клубом, в котором он планировал завершить свою карьеру. Здесь он также выполнял обязанности играющего тренера и был его капитаном. Летом 2007 года Джейсон закончил карьеру игрока. В настоящее время он является тренером «Честер Сити» и работает футбольным аналитиком для телеканала Sky Sports.

### Сборная Ирландии
В составе ирландской сборной Джейсон Макатир принял участие в чемпионатах мира 1994 года в США и 2002 года в Южной Корее и Японии. 
1 сентября 2001 года в матче против сборной Нидерландов именно гол Джейсона Макатира на 68-й минуте принёс Ирландии сенсационную победу 1:0, которая позволила ирландцам добраться как минимум до стыковых матчей отборочного турнира чемпионата мира 2002 года и лишила Нидерланды даже теоретических шансов попасть в «стыки». Гол был забит тогда, когда ирландцы играли вдесятером — на 58-й минуте Гэри Келли получил вторую жёлтую за фол против Марка Овермарса. В течение всего матча нидерландцы постоянно атаковали, однако в большинстве случаев Ирландию спасал вратарь Шей Гивен, а в отдельных моментах «оранжевые» просто не попадали по воротам.
Перед самым началом турнира в сборной произошла ссора между главным тренером Миком Маккарти и капитаном команды Роем Кином, и в результате Кин был отчислен и отправлен обратно домой. Джейсон Макатир выступил в прессе с комментариями по этому поводу, что послужило причиной серьёзной ссоры между ним и экс-капитаном ирландской сборной, однако не помешало команде выйти из группы и пройти в 1/8 финала, где она уступила испанцам.

## Личная жизнь
Джейсон женат на Кристине Делэйни из Оксфорда. Их свадьба состоялась в октябре 2001 года в замке Слейн. В церемонии приняли участие все футболисты, раньше игравшие вместе с ним за «Ливерпуль», а также несколько друзей и членов семьи.

## Отражение в культуре
Боно, солист группы «U2», на концертном DVD U2 Go Home: Live from Slane Castle во время исполнения песни «New Year’s Day» появляется обёрнутым в ирландский флаг и говорит «Закройте глаза и представьте, что это Джейсон Макатир», в ответ на это слышатся одобрительные возгласы публики.